# 青岸渡寺
青岸渡寺（せいがんとじ）は、和歌山県東牟婁郡那智勝浦町那智山にある天台宗の寺院。山号は那智山。本尊は如意輪観音。西国三十三所第1番札所。ユネスコの世界遺産『紀伊山地の霊場と参詣道』（2004年〈平成16年〉7月登録）の一部。
本尊真言：おん ばらだ はんどめい うん
ご詠歌：補陀洛や岸うつ波は三熊野（みくまの）の　那智のお山にひびく滝津瀬（たきつせ）

## 歴史
熊野三山の信仰が都の皇族・貴族に広まったのは平安時代中期以降であり、当寺および隣接する熊野那智大社についても創建の時期等については判然としない。伝承では仁徳天皇の時代（4世紀）に天竺（インド）から渡来した裸形上人による開基とされ、同上人が那智滝の滝壺で得た金製の如意輪観音を本尊として安置したという。後に推古天皇の勅願寺となり、6世紀末から7世紀初に生仏聖（しょうぶつひじり）が伽藍を建立し、丈六の本尊を安置してその胎内に裸形上人感得の如意輪観音を納め、如意輪堂を建立したという。以上はあくまでも伝承であるが、那智滝を中心とする自然信仰の場として早くから開けていたと思われる。
当寺は中世から近世にかけて隣接する熊野那智大社と一体化し、那智山熊野権現や那智権現と呼ばれ、全体で7寺36坊もの坊舎を有する神仏習合の修験道場であった。如意輪堂と称されたその堂舎は、那智執行に代表される社家や那智一山の造営・修造を担う本願などの拠点であった。
花山法皇が三年間参篭し、当寺を第一番として西国三十三所観音を巡礼した。
如意輪堂は織田信長の兵火にかかって焼失した後、天正18年（1590年）に豊臣秀吉によって再建された。
明治時代になり神仏習合が廃されると、熊野三山の他の2つ、熊野本宮大社、熊野速玉大社では仏堂は全て廃されたが、熊野那智大社では如意輪堂は有名な西国三十三所の第一番札所であったため、ひとまず破却はせずにしておいた。ただ、仏像や仏具は補陀洛山寺などに移され、空堂とされた。
しかし、1874年（明治7年）に古くからの信者らによって熊野那智大社から分離し天台宗の寺院として独立した。その際、新たに当寺は青岸渡寺と名付けられ、如意輪堂は青岸渡寺の本堂として復興した。寺名は豊臣秀吉が大政所の菩提を弔うために建てた高野山の青巌寺に由来するといわれる。
明治初期の神仏分離で熊野那智大社の行者堂は取り壊されたが、当寺の境内に再建され2023年（令和5年）10月21日に落慶法要が営まれた。

## 境内
参道入口より本堂（標高330 m付近）の段まで473段の石段があり、所要約20分弱。熊野那智大社の一ノ鳥居との分岐を右へ進むと当寺に至る。
- 本堂（重要文化財） - 天正18年（1590年）に豊臣秀吉の命により豊臣秀長によって再建[3][6]。大工は尼ヶ崎茂兵衛である[7]。桁行九間・梁間五間、一重・入母屋造、向拝一間、杮葺。1874年（明治7年）に熊野那智大社より独立するまでは如意輪堂と呼ばれていた。
- 庫裏
- 水子堂
- 宝篋印塔（重要文化財） - 元亨2年（1322年）の銘がある[8]日本最古の宝篋印塔[3]。高さ4.3 m。
- 鐘楼 - 梵鐘は元亨4年（1324年）の鋳造[3]。
- 如法堂（大黒天堂） - 那智七福神の大黒天を祀る。もとは光明堂や回向堂と称していたが、1924年（大正13年）の大修理の際に現在地へ移転され如法堂となった[3]。
- 行者堂（熊野修験那智山行者堂） - 2023年（令和5年）再建[5][3]。本尊は役行者像[5]。
- 信徒会館 - 旧本坊跡地に建てられている[3]。
- 山門（仁王門） - 1933年（昭和8年）再建[9][3]。仁王尊は湛慶が建暦3年（1213年）に作成したという執金剛力士像[3]。

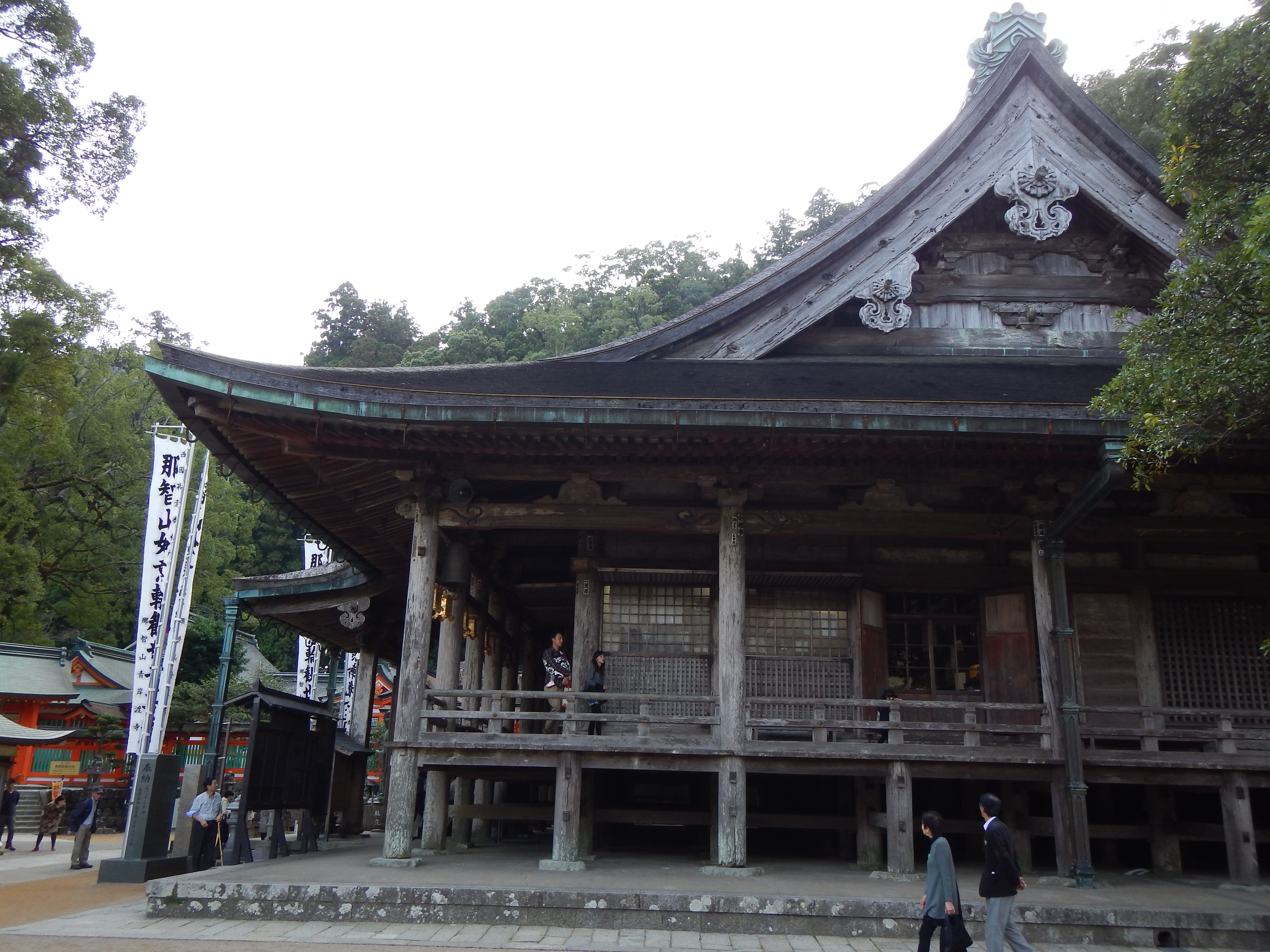
本堂側面
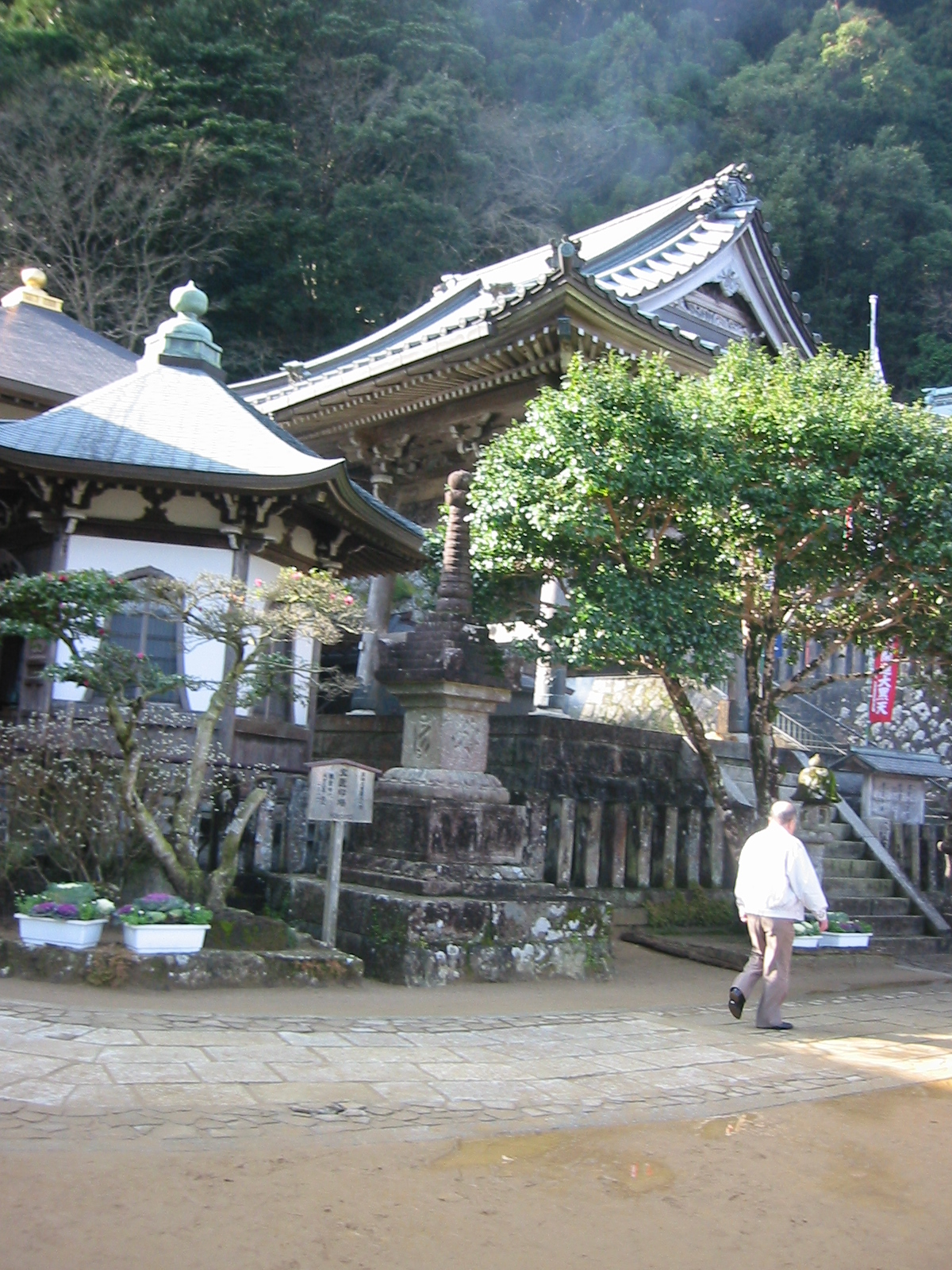
宝篋印塔（手前中央、重要文化財）
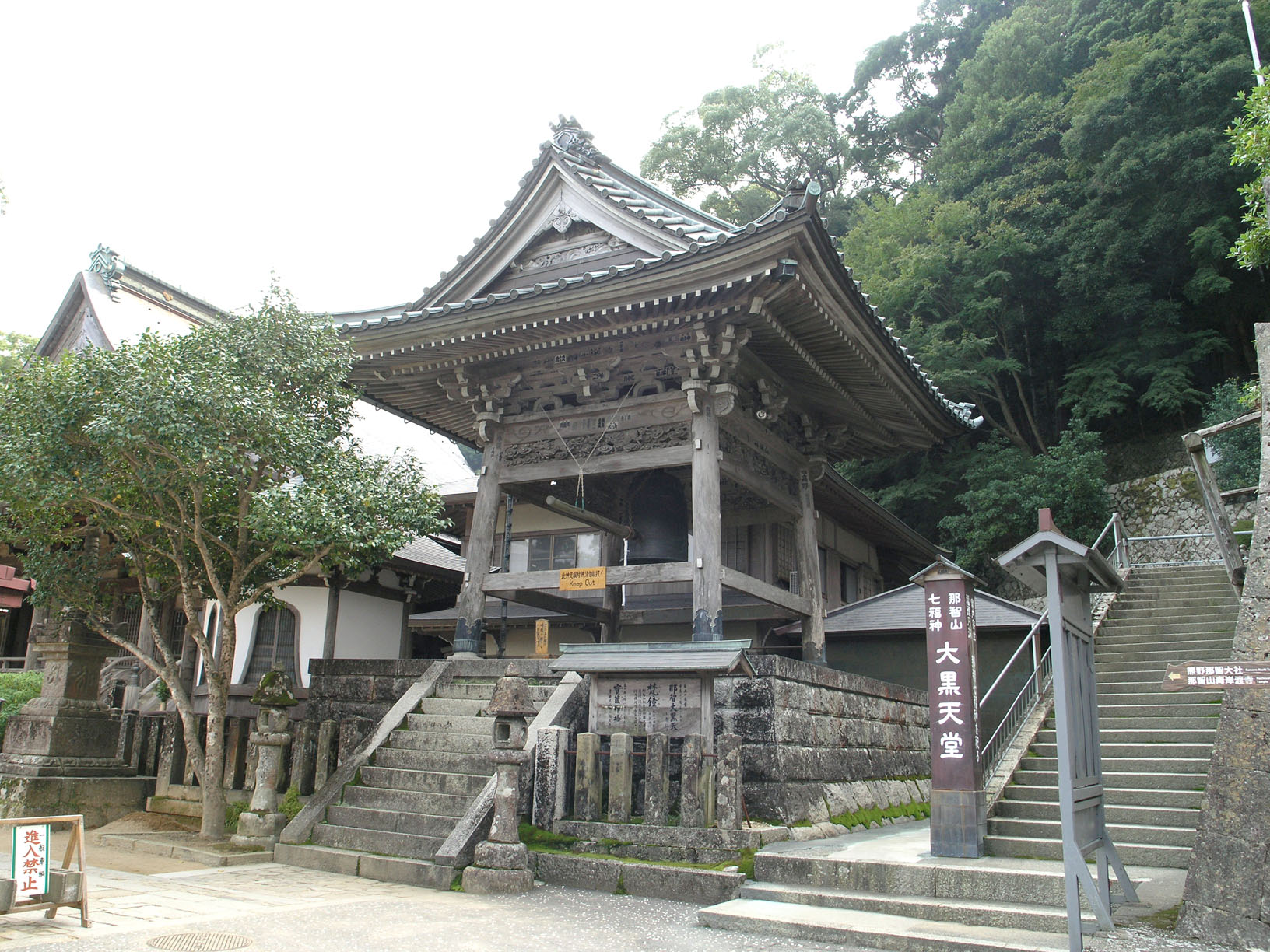
鐘楼
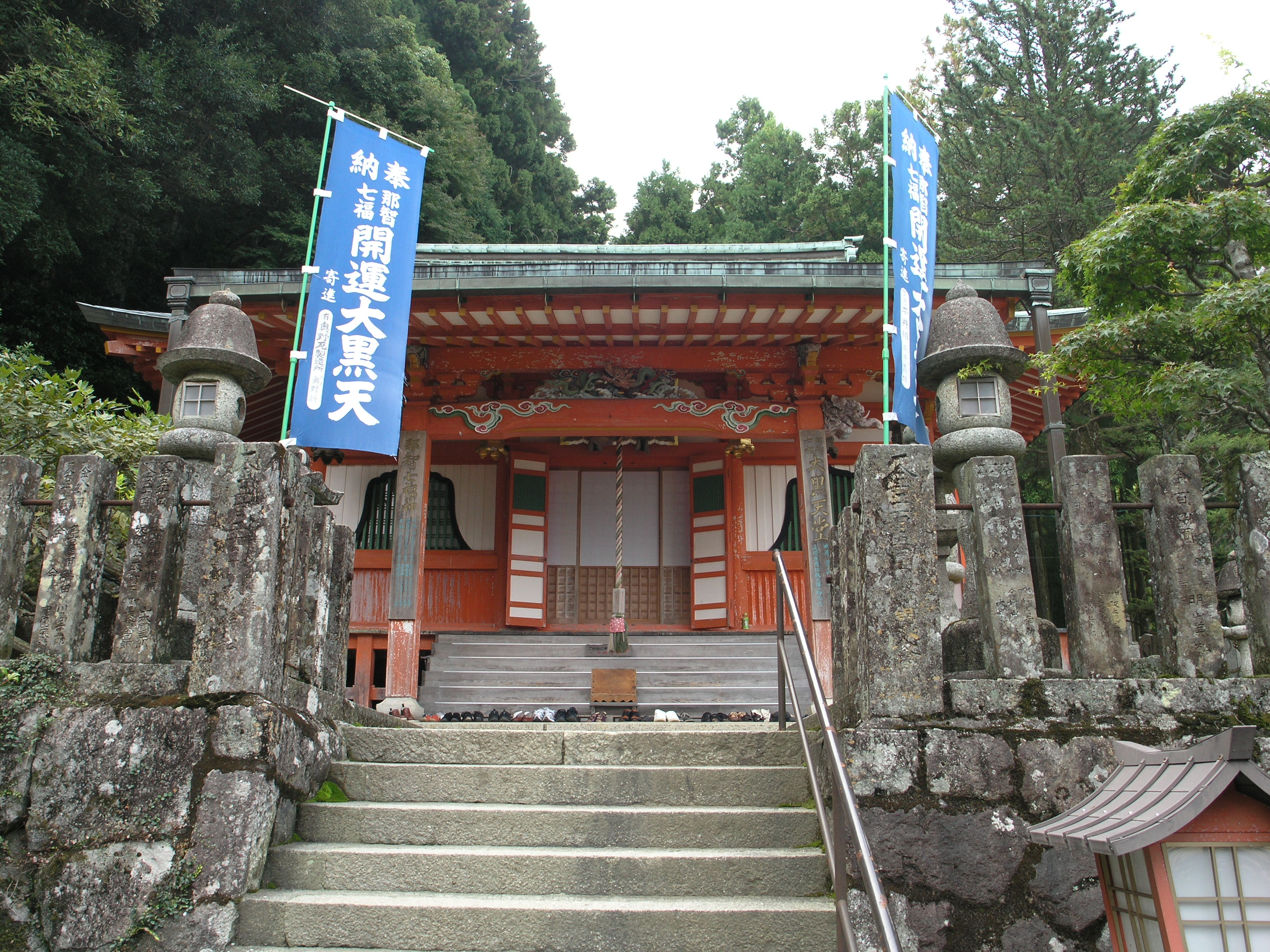
如法堂
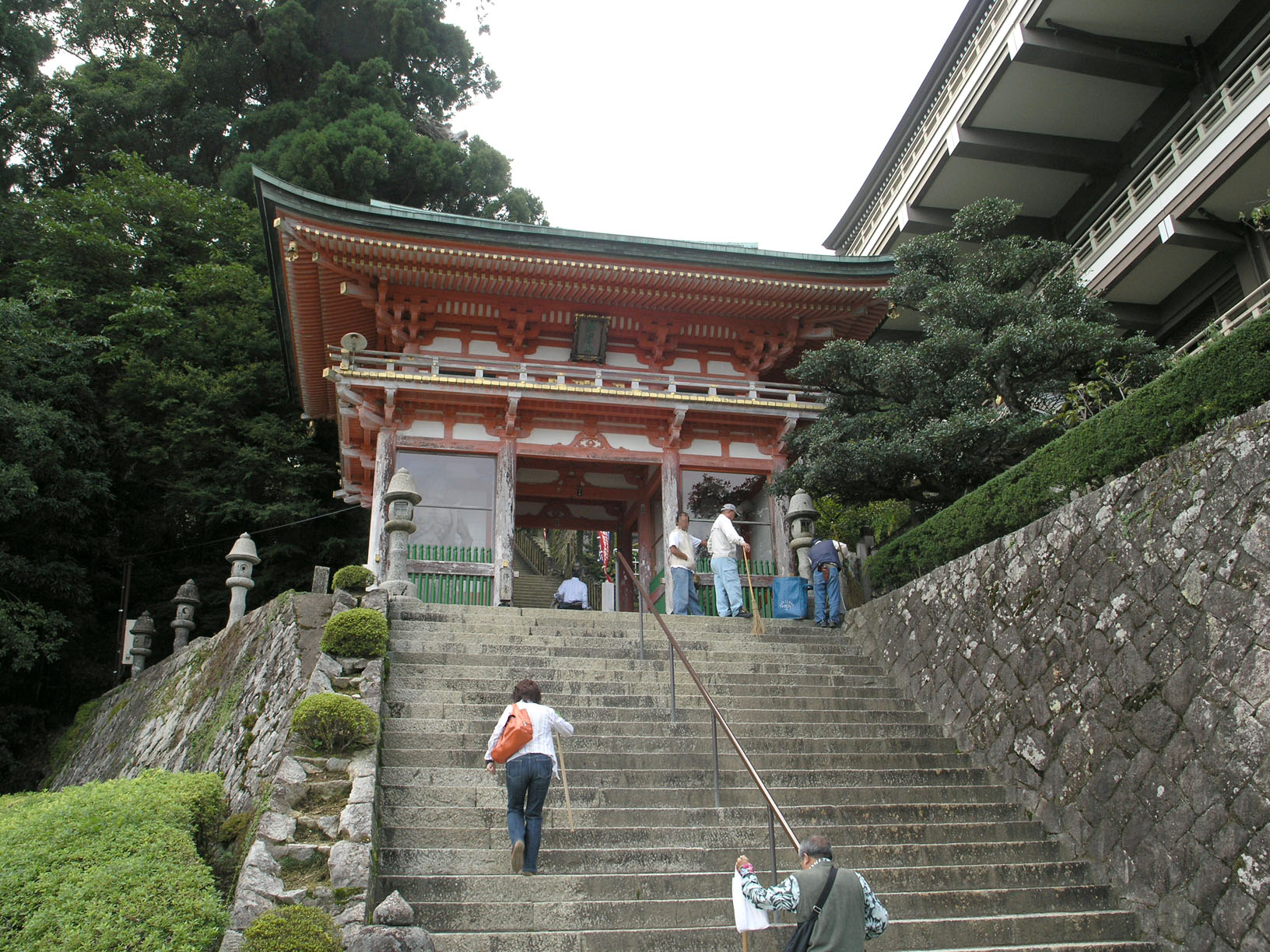
山門

これより下る
- 尊勝院 - 執行職の屋敷。
  - 中世行幸啓御泊所跡（和歌山県指定史跡） - 中世に上皇達が宿泊した場所。
  - 尊勝院別館 - 宿坊。
  - 表門
- 観照坊
- 茶室「瀧寿庵」
- 阿弥陀堂（納骨堂）
- 瀧宝殿（宝物館） - 花山法皇の所持品や、狩野探幽筆の羅漢図[3]や重要文化財の仏像などの収蔵庫。
- 写経堂
- 観音堂
- 三重塔 - 天正9年（1581年）に戦国領主や社家の対立にもとづく戦乱によって焼失したが、1972年（昭和47年）に再建[10]。

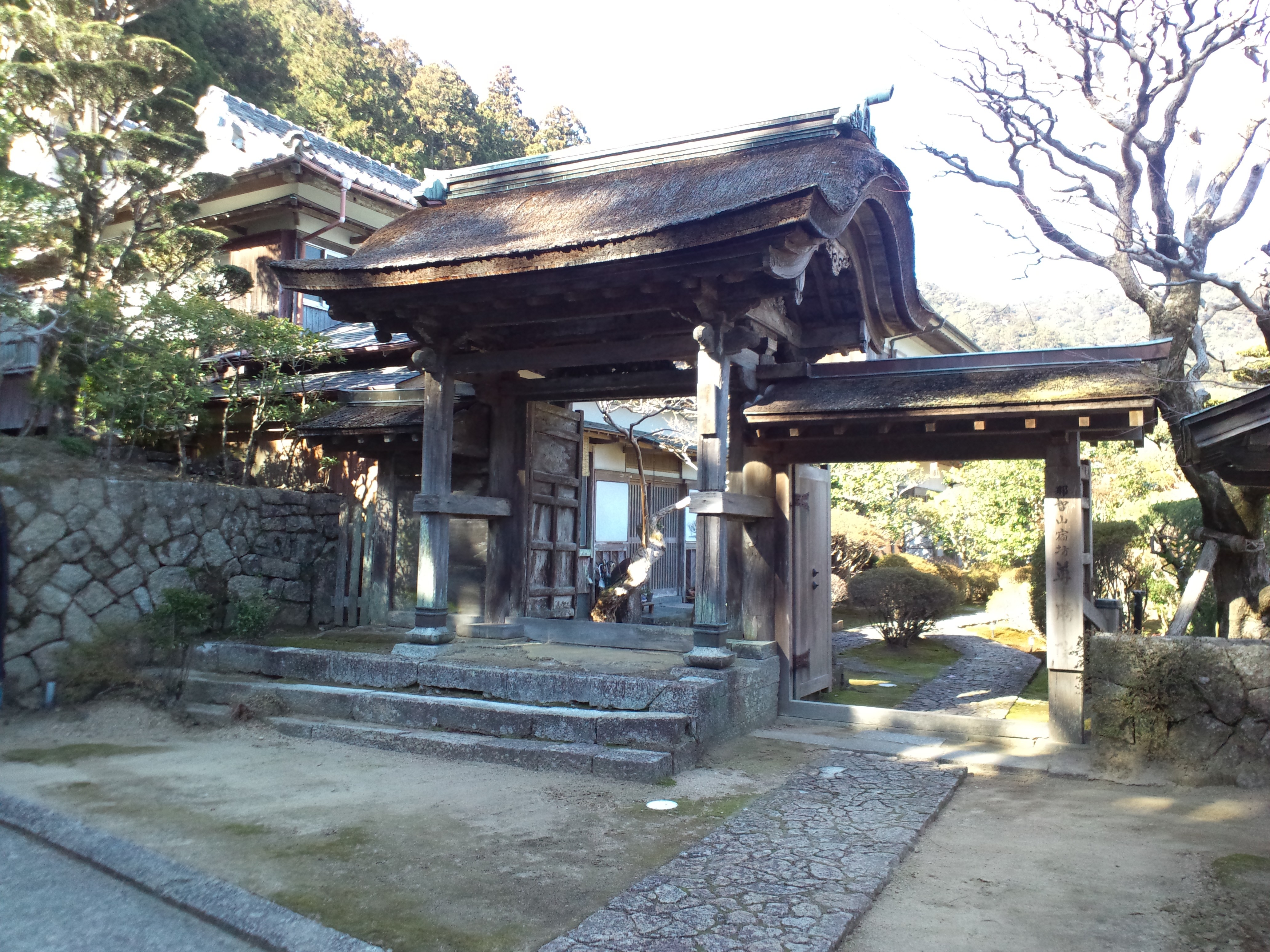
尊勝院
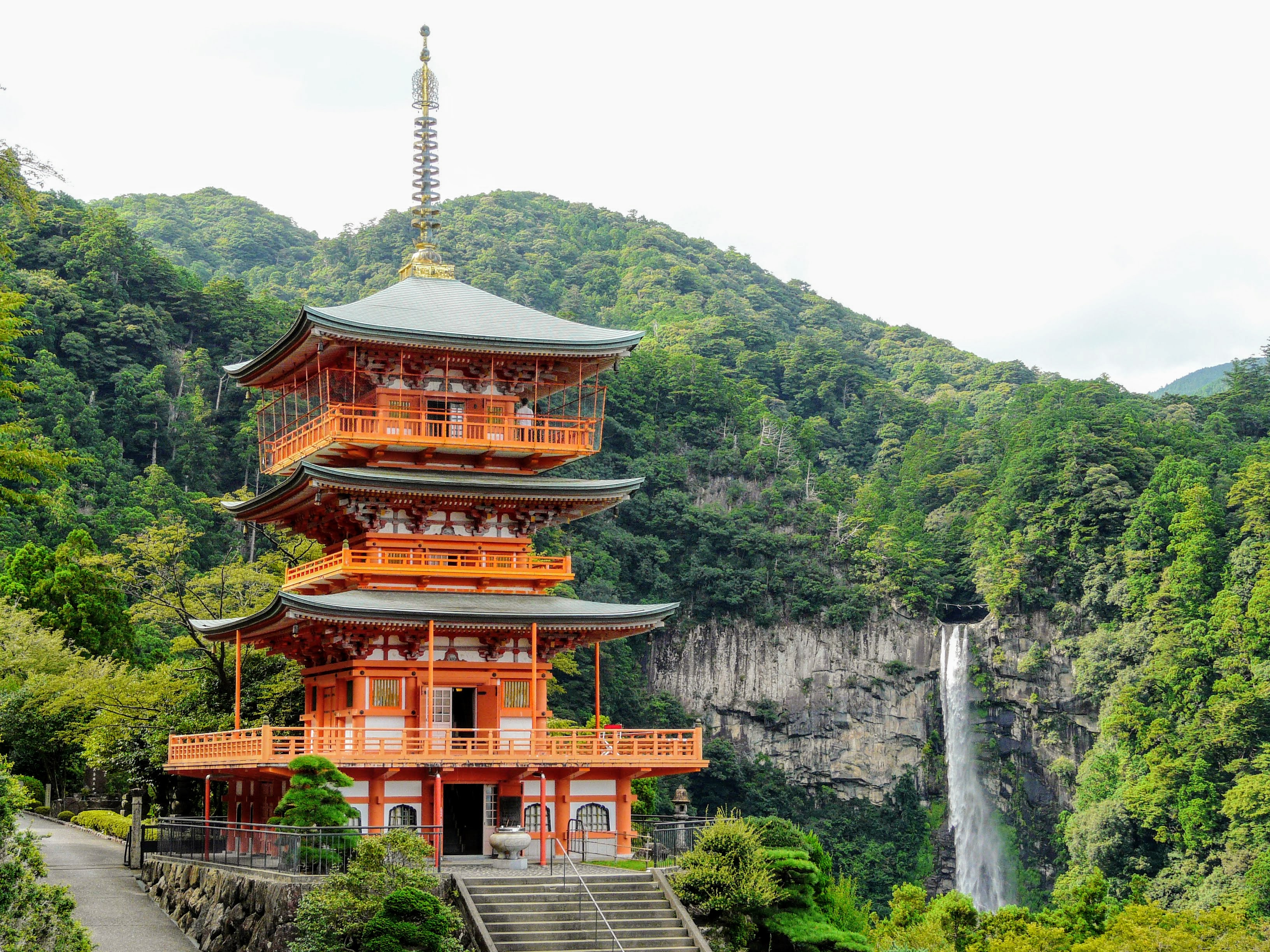
三重塔と那智滝

## 文化財

### 重要文化財
- 本堂 1棟 附：厨子1基 - 1904年（明治37年）2月18日、重要文化財（建造物）に指定。
- 宝篋印塔 1基 - 1953年（昭和28年）3月31日、重要文化財（建造物）に指定。
- 那智山経塚出土品
  - 銅造如来立像 1躯 - 奈良時代から平安時代の作[11]。
  - 銅造観音菩薩立像 1躯 - 奈良時代の作。左手に水瓶をもつ[11][12]。
  - 銅造観音菩薩立像 1躯 - 飛鳥時代の作。腹前で水瓶をもつ[11][12]。
  - 金銅大日如来坐像 1躯 - 平安時代の作[13]。
  - 金銅薄肉（うすにく）阿閦如来坐像 1面 - 平安時代の作[14]。
  - 金銅薄肉宝生如来坐像 1面 - 平安時代の作[15]。
  - 金銅薄肉不空成就如来坐像 1面 - 平安時代の作[16]。
  - 金銅薄肉金剛宝菩薩坐像 1面 - 平安時代の作[17]。

以上8点は1937年（昭和12年）5月25日、一括して重要文化財（考古資料）に指定された。経塚出土品は1918年（大正7年）に出土したもので、出土品の一部は熊野那智大社および東京国立博物館の所蔵となっている。「金銅薄肉大日如来坐像」以下の5点は金剛界立体曼荼羅の一部をなしていたもので、平安時代後期の作品。同時に出土した金剛界曼荼羅諸尊像のうち、無量寿如来坐像、法波羅蜜坐像（金剛法菩薩）、羯磨波羅蜜坐像（金剛業菩薩）、金剛波羅蜜坐像（金剛菩薩）はさまざまな経緯で所蔵先が別になり、東京国立博物館蔵となっている（大日如来像の光背と台座も東京国立博物館蔵）。

### 国の史跡
- 熊野三山 - 青岸渡寺境内は国の史跡「熊野三山」の一部である（2000年〈平成12年〉11月2日指定、2002年〈平成14年〉12月19日分離・追加指定・名称変更）[21]。

### 和歌山県指定有形文化財
- 木造金剛力士立像 2躯
- 鰐口 1口
- 梵鐘 1口
- 那智山経塚出土品
  - 銅経筒 1口
  - 銅経筒残欠 4片
  - 銅経筒蓋 1個
  - 鏡像 2面
  - 銅鏡 4面
  - 懸仏残欠 8個
  - 羯磨 2口

### 和歌山県指定史跡
- 中世行幸啓御泊所跡

### 和歌山県指定天然記念物
- イヌグスの大木（青岸渡寺本堂脇） 1本 - 和歌山県指定天然記念物（1965年〈昭和40年〉4月14日指定）[22]。

### 那智勝浦町指定有形文化財
- 宝篋印塔 1基
- 役行者木像 1軀
- 青岸渡寺の権現講式 1巻

## 世界遺産
ユネスコの世界遺産「紀伊山地の霊場と参詣道」（2004年7月登録）の資産「青岸渡寺」は以下3件の文化財を含む。
- 重要文化財「那智山青岸渡寺本堂」
- 重要文化財 「那智山青岸渡寺宝篋印塔」
- 史跡「熊野三山」（青岸渡寺境内）

## 主な行事
- 2月 節分の日 - 秘仏本尊開扉
- 4月 第2日曜 - 開山祭
- 11月 第1日曜 - 大黒天七福神祭

## 前後の札所
西国三十三所
1 青岸渡寺 - 2 紀三井寺（護国院）
神仏霊場巡拝の道
1 熊野速玉大社 - 2 青岸渡寺 - 3 熊野那智大社
東海近畿地蔵霊場
特別 青岸渡寺 - 特別 道成寺
東海白寿三十三観音霊場
特別 青岸渡寺 - 1 東仙寺

## 所在地
和歌山県東牟婁郡那智勝浦町那智山8

## アクセス
- JR紀勢本線（きのくに線） 紀伊勝浦駅[注 1]より熊野御坊南海バス「那智山」行きで30分、「那智山」下車
- 国道42号のきのくに線那智駅前交差点から山手へ入り、那智川ぞいに約8キロメートル